# Sujin Jinayon
Sujin Jinayon (Thai: ศาสตราจารย์ ดร. สุจินต์ จินายน; RTGS: Suchin Chinayon; * 12. April 1935 in Bangkok, Thailand) ist ein thailändischer Genetiker und seit Anfang 2009 erneut Präsident der Naresuan-Universität in Phitsanulok.
Nach dem Besuch der Assumption School ging Sujin an die Kasetsart-Universität und studierte anschließend mit einem Regierungsstipendium in den USA. Er machte seinen Bachelor-Abschluss (B. Sc.) an der Universität von Kalifornien und studierte anschließend an der Iowa State University Pflanzengenetik. Er promovierte dort mit einer Arbeit zur Pflanzenzucht.
Nachdem er nach Thailand zurückgekehrt war, lehrte Sujin an der Kasetsart-Universität und forschte auf dem Gebiet der Varietäten von Mais. Er erhielt Auszeichnungen für die Varietät Su-wan 1 (später weiter entwickelt zu Su-wan 2, 3 und 5), die speziell an die Bedingungen in Südostasien und anderen asiatischen Ländern angepasst ist. Später wurde Sujin Dekan der Fakultät für natürliche Ressourcen an der Songkhla-Nakharin-Universität.
1992 wurde Sujin zum ersten Mal Präsident der Naresuan-Universität, die 1990 eine eigenständige Universität geworden war. Er überwachte die Entwicklung geeigneter Curricula in den einzelnen Fakultäten, während ein Großteil der Universität auf den neuen, heute noch bezogenen, Campus außerhalb des Zentrums von Phitsanulok umzog. Nach zwei Perioden als Präsident der Naresuan-Universität ging er als Berater an die Yonok-Universität sowie an die Universität Mae Fa Luang. Bevor er 2009 nach Phitsanulok zurückkehrte, war er Mitglied zahlreicher Beiräte von Universitäten in Thailand.